# Untersee (Bodensee)

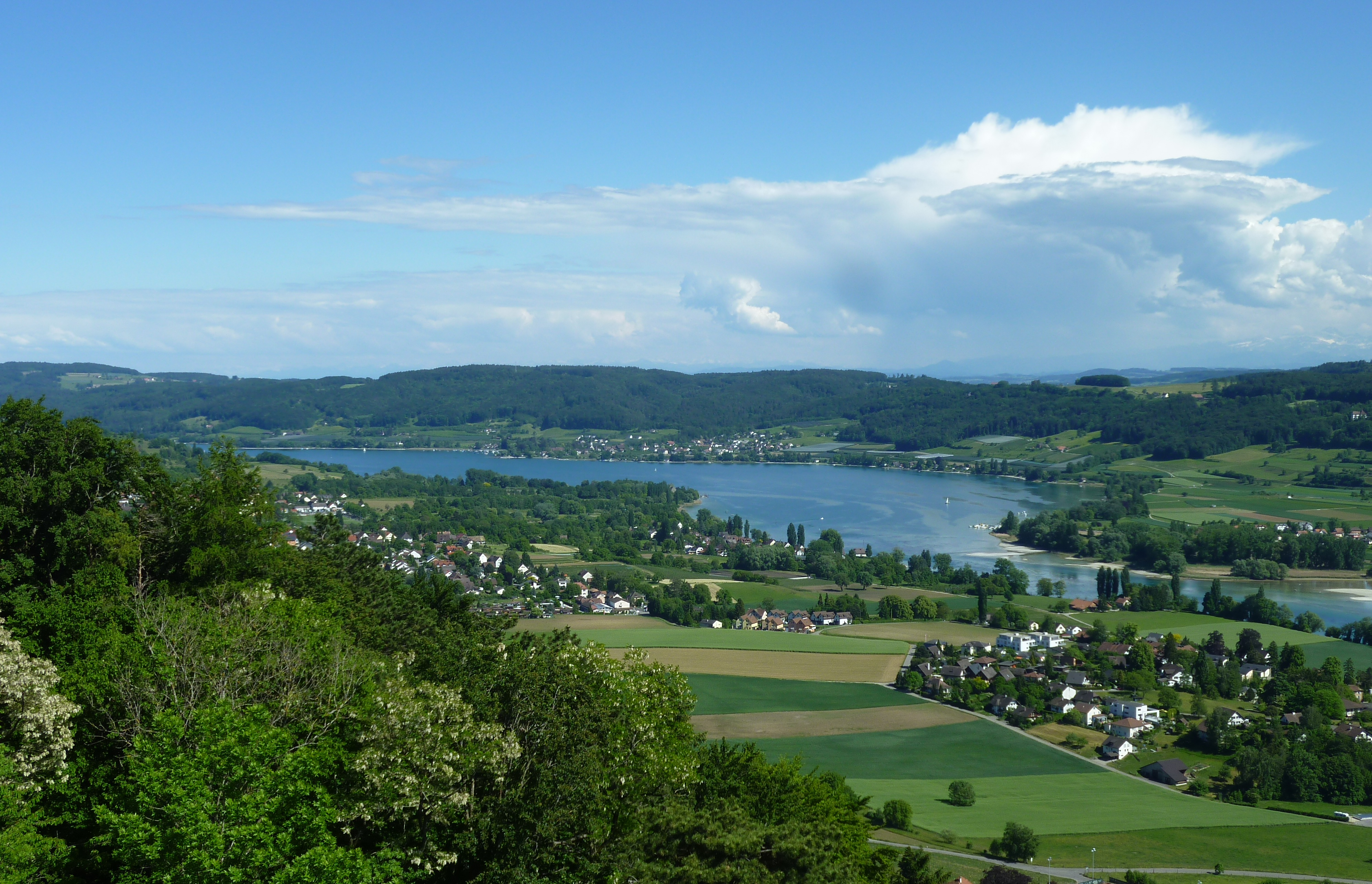
Blick von der Burg Hohenklingen südostwärts auf den Untersee mit Öhningen (D; links), Stein am Rhein (CH; rechts unten), Eschenz (CH; mittig rechts) und Mammern (CH; mittig, jenseits des Sees); am Horizont rechts in Bewölkung der Säntis (Appenzeller Alpen)

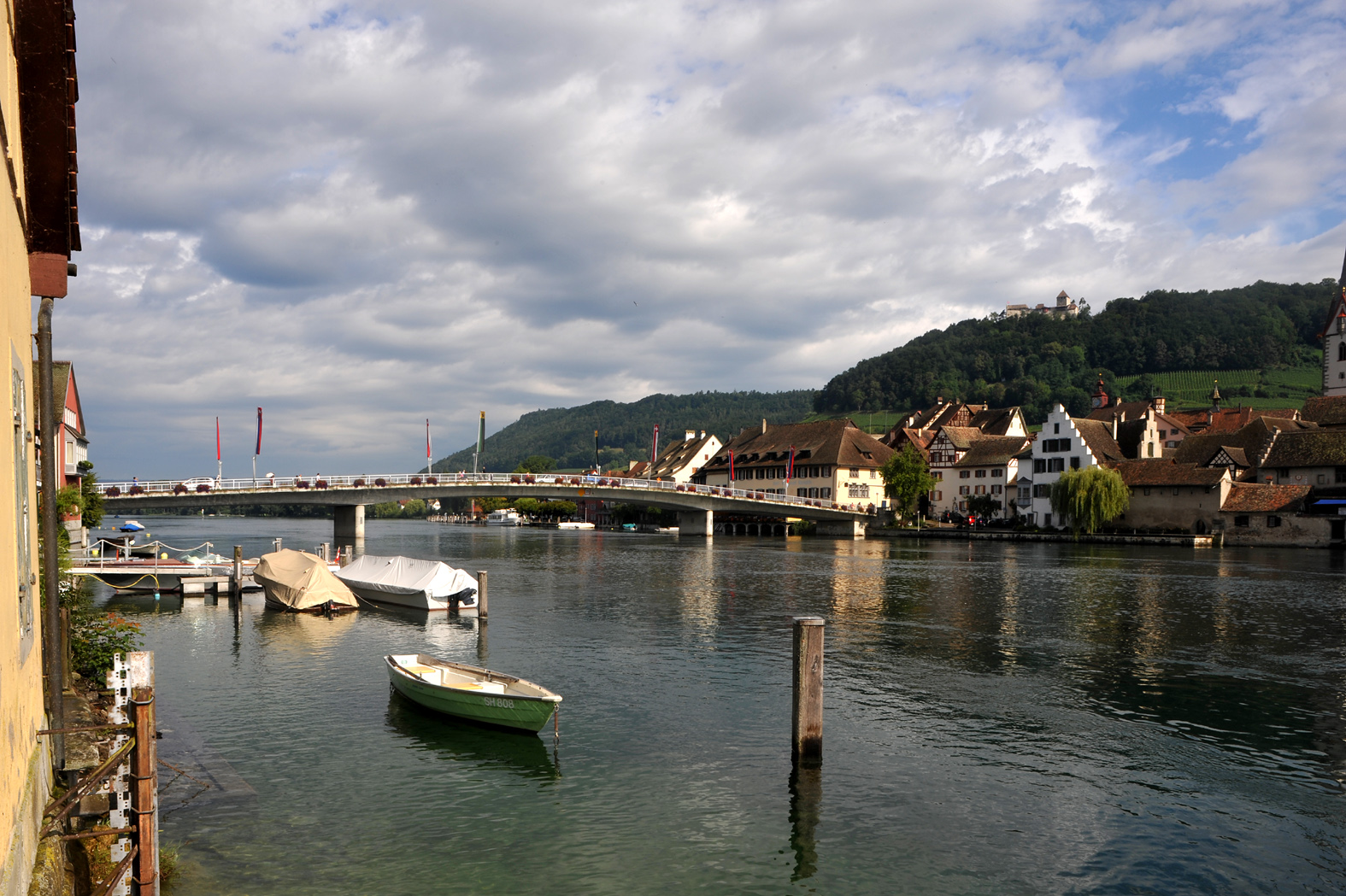
Westende des Untersees am Ausfluss des Hochrheins an der Rheinbrücke Stein am Rhein; Blick stromabwärts; rechts die Burg Hohenklingen auf einem bewaldeten Sporn des Schiener Bergs

Der Untersee ist mit rund 62 km² Fläche der kleinere der beiden Seen des Bodensees. Davon gehören 47 km² zu Deutschland (Baden-Württemberg), und die restlichen 13 km² zu den Schweizer Kantonen Thurgau und Schaffhausen.
Es gibt drei ineinander übergehende Seeteile: Gnadensee mit seinem Markelfinger Winkel im Nordwesten, Zeller See im Westen (alle in Deutschland) und Rheinsee im Süden (in Deutschland und in der Schweiz). Sein Hauptzufluss ist der Seerhein und einziger Abfluss der Hochrhein.

## Name
Von den Römern wurde er Lacus Acronius genannt. Im Mittelalter setzte sich die Bezeichnung Lacus Bodamicus (Bodensee) für den Obersee durch. Unter diese Bezeichnung fiel mit der Zeit auch der Untersee, weswegen der eigentliche Bodensee die Bezeichnung „Obersee“ erhielt.

## Geographie

### Lage
Der Untersee liegt auf der Grenze von Deutschland mit dem Land Baden-Württemberg im Norden und der Schweiz mit den Ostschweizer Kantonen Thurgau und Schaffhausen im Süden. Zwischen beiden Anrainerstaaten existiert im Untersee im Gegensatz zum Obersee eine festgelegte Grenzziehung; der weitaus größere Seeteil gehört zu Deutschland. Badische Anrainergemeinden sind Öhningen, Gaienhofen, Moos, Radolfzell, Reichenau, Allensbach und Konstanz, ostschweizerische Gottlieben, Ermatingen, Salenstein, Berlingen, Steckborn, Mammern, Eschenz und Stein am Rhein.
Der Untersee und seine Umgebung sind landschaftlich stark gegliedert. Im See liegen die Inseln Reichenau (4,28 km²; max. 438,7 m ü. NHN) und Werd (ca. 1,6 ha; 398 m ü. M.). Die Rheinbrücke Stein am Rhein markiert den Grenzpunkt zwischen dem Untersee bzw. Rheinsee und Hochrhein. Im Nordosten liegt die Halbinsel Bodanrück (693,4 m ü. NHN), im Nordwesten das Hegau-Tiefland mit der Halbinsel Mettnau (ca. 405 m ü. NHN), die sich beide in Deutschland befinden, im Westen die Halbinsel Höri mit dem überwiegend deutschen Höhenzug Schiener Berg (715,6 m ü. NHN) und im Süden der schweizerische Höhenzug Seerücken (721 m ü. M.). Wichtigste Zuflüsse des Untersees sind der Seerhein und die Radolfzeller Aach, der einzige Abfluss ist der Hochrhein.

### Daten
Der Untersee ist 62 km² groß und liegt mit 395,11 m ü. NHN 22 cm tiefer als der 472 km² große Obersee (395,33 m). Er ist maximal 45 m und im Mittel 13 m tief. Sein Wasserinhalt beträgt 0,8 km³ und seine Ufer sind 87 km lang.

## Seeteile
Der Untersee gliedert sich in vier Seebereiche, die eigene Namen haben: der Gnadensee im Nordosten, der Markelfinger Winkel im Norden, der Zeller See im Nordwesten (alle in Deutschland) und der Rheinsee (in Deutschland und in der Schweiz) im Osten, Süden und Westsüdwesten:

### Gnadensee
Der Gnadensee erstreckt sich vom Beginn des Reichenaudamms mit seiner Pappelallee im Südosten entlang dem Ufer des Bodanrücks bis zum nordwestlichen Ende des Markelfinger Winkels. Im Südwesten wird der Gnadensee durch das Nordostufer der Halbinsel Mettnau sowie von der Verbindungslinie zwischen der Spitze der Halbinsel Mettnau und dem Westufer der Insel Reichenau begrenzt. 
Der Legende nach kommt der Name des Gnadensees aus der Zeit, als die Gerichtsbarkeit auf der Insel Reichenau angesiedelt war. Wurde ein Angeklagter zum Tode verurteilt, so konnte die Vollstreckung des Urteils nicht auf der Insel ausgeführt werden, sondern nur am Festland, da die ganze Insel „heiliger Boden“ war. Deshalb wurde der Verurteilte mit einem Boot zum Festland in Richtung Allensbach gebracht, damit das Urteil dort vollstreckt werden konnte. Wenn nun der Abt den Verurteilten doch noch begnadigen wollte, so ließ er eine Glocke läuten, bevor der Verurteilte am anderen Ufer ankam. Damit wurde dem Henker am Festland signalisiert, dass der Verurteilte Gnade erfahren hatte.
Die obige Legende ist eine so genannte Namensage. Der Name Gnadensee erklärt sich besser mit der gnädigen Mutter Maria, der „Gnadenfrau“, nämlich als Ellipse der Gnaden[frau]see, da das am Gnadensee liegende Münster des Klosters Reichenau in Mittelzell eine Marienkirche war. Ähnlich lässt sich der Ortsname Frauenfeld im benachbarten Thurgau erklären.

#### Hegner Bucht
Der östlichste Teil des Gnadensees wird Hegner Bucht genannt. Sie wird in Richtung Südwesten seit der Fertigstellung des Reichenauer Damms vom Ermatinger Becken (Rheinsee) physisch abgetrennt.

#### Markelfinger Winkel
Markelfinger Winkel wird das westliche Ende des Gnadensees genannt. An seinem nordwestlichen Ende liegen Markelfingen und Radolfzell. Im Südwesten wird er von der Halbinsel Mettnau begrenzt. Seine südöstliche Abgrenzung liegt zwischen der Mettnauspitze und dem Bodanrück. Der Markelfinger Winkel ist mit einer maximalen Wassertiefe von 16 m der flachste Seeteil des Untersees. Zufluss ist der Mühlbach, der den auf dem Bodanrück liegenden Mindelsee entwässert.

### Zeller See
Der Zeller See liegt zwischen der Halbinsel Mettnau im Nordosten, und dem Punkt auf der Halbinsel Höri im Südwesten des Sees, der der Südspitze der Mettnau direkt gegenüberliegt. In den Zeller See mündet nördlich von Radolfzell die Radolfzeller Aach.

### Untersee im engeren Sinne
Als Untersee im engeren Sinne wird der Seeteil bezeichnet, der im Norden von der Insel Reichenau, im Osten vom Südostteil des Bodanrück, im Süden vom schweizerischen Ufer des Seerückens und im Westen vom südlichen Ufer der überwiegend deutschen Halbinsel Höri mit dem Schiener Berg begrenzt wird. Er folgt damit ungefähr der im Untersee geltenden Grenzziehung zwischen Deutschland und der Schweiz. Dieser Seeteil wird als Rheinsee bezeichnet.

#### Ermatinger Becken
Der östlichste Bereich des Rheinsees ist das Ermatinger Becken. Es wird im Norden seit der Fertigstellung des Reichenauer Damms von der Hegner Bucht (Gnadensee) physisch getrennt. 

## Schutzgebiete

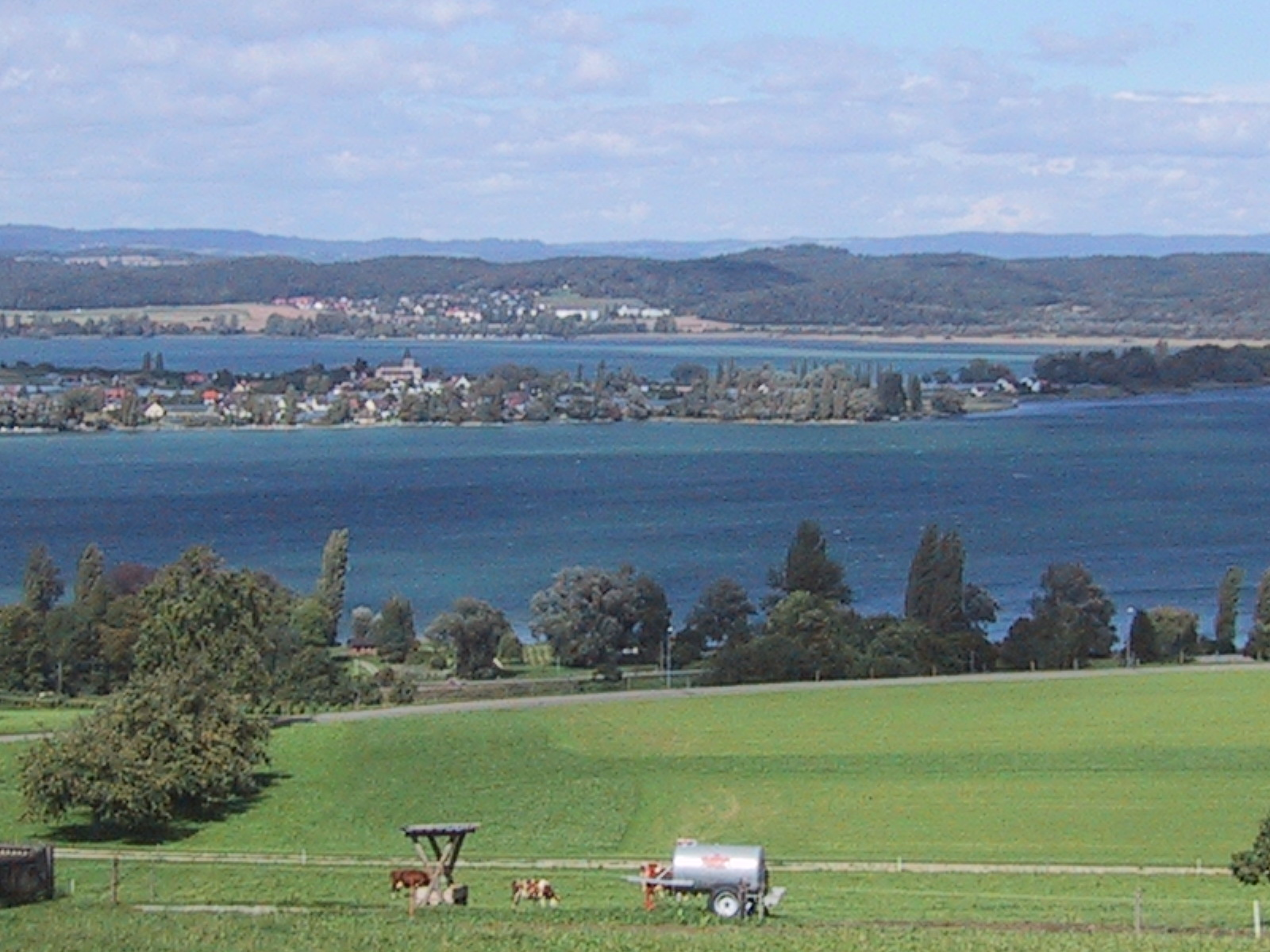
Blick vom Gemeindegebiet Salensteins auf dem Seerücken (CH) zur Untersee-Insel Reichenau (Schutzgebiet) mit Allensbach (D) auf der Halbinsel Bodanrück im Hintergrund

Auf deutscher Seite sind folgende, teils zusammenhängende Schutzgebiete ausgewiesen:
- FFH-Gebiete
  - Mettnau und Radolfzeller Aach unterhalb Singen (8219-341)
  - Bodanrück und westl. Bodensee (8220-341)
  - Schiener Berg und westlicher Untersee (8319-341)
- Naturschutzgebiete
  - Wollmatinger Ried – Untersee – Gnadensee (3.004)
  - Halbinsel Mettnau (3.005)
  - Stehlwiesen (3.039)
  - Bodenseeufer (Gemarkung Öhningen) (3.058)
  - Radolfzeller Aachried (3.088)
  - Bodenseeufer auf Gemarkung Markelfingen (3.120)
  - Hornspitze auf der Höri (3.235)
  - Bodenseeufer (Gmk. Gaienhofen, Horn, Gundholzen) (3.582)
  - Bodenseeufer (Gmk. Wangen, Hemmenhofen) (3.583)
  - Bodenseeufer (Gmk. Iznang, Moos, Böhringen) (3.585)
  - Bodenseeufer (Gmk. Allensbach, Hegne, Reichenau) (3.586)
- Landschaftsschutzgebiete
  - Bodenseeufer (3.35.003)
  - Insel Reichenau (3.35.005)
  - Schienerberg (3.35.006)
  - Bodanrück (3.35.009)
  - Wollmatinger Ried – Untersee – Gnadensee (3.35.012)
- Vogelschutzgebiete
  - Untersee des Bodensees (8220-401)

## Seegfrörnen
Im Januar 1940 fror der Untersee zu. Flüchtlinge und Militär hätten so den See von Deutschland nach der Schweiz überqueren können. Dreihundert Meter vom Schweizer Ufer seeeinwärts wurde eine ca. fünf Meter breite Rinne von Mammern bis Berlingen in das Eis gesägt. Otto Dix stellte 1940 in seinem Bild Aufbrechendes Eis den See nach einem Föhnsturm dar.
Die letzte Seegfrörne des Untersees war im Februar 1987.

## Schiffländen
Orte mit Schifflände der Personenschifffahrt, von Osten nach Westen:
| Name                  | Lage                   | Land | Kt. | ⊙                                          | Bild |
| --------------------- | ---------------------- | ---- | --- | ------------------------------------------ | ---- |
| Ermatingen (See)      | Ermatingen             | CH   | TG  | !509.0854005547.6752115 47.675211 9.0854   | 2014 |
| Reichenau (See)       | Reichenau              | D    |     | !509.0542755547.6897425 47.689742 9.054275 |      |
| Mannenbach (See)      | Mannenbach             | CH   | TG  | !509.0484925547.6745755 47.674575 9.048492 | 2015 |
| Berlingen (See)       | Berlingen              | CH   | TG  | !509.0177025547.6753325 47.675332 9.017702 | 2016 |
| Horn (D) (See)        | Horn, Gaienhofen       | D    |     | !509.0011915547.6899405 47.68994 9.001191  | BW   |
| Gaienhofen (See)      | Gaienhofen             | D    |     | !508.9823735547.6794695 47.679469 8.982373 | 2011 |
| Steckborn (See)       | Steckborn              | CH   | TG  | !508.9814905547.6686745 47.668674 8.98149  | 2015 |
| Radolfzell (Bodensee) | Radolfzell am Bodensee | D    |     | !508.9701525547.7352205 47.73522 8.970152  | 2008 |
| Hemmenhofen (See)     | Hemmenhofen            | D    |     | !508.9687925547.6719465 47.671946 8.968792 | 2018 |
| Wangen (See)          | Wangen                 | D    |     | !508.9303275547.6588275 47.658827 8.930327 |      |
| Mammern (See)         | Mammern                | CH   | TG  | !508.9167185547.6483905 47.64839 8.916718  | 2008 |
| Öhningen (See)        | Öhningen               | D    |     | !508.8946525547.6521235 47.652123 8.894652 | 2012 |